# Sôber
Sôber es una banda española de rock/metal alternativo. Fue fundada en 1994 por Carlos Escobedo y Antonio Bernardini, a los que se les unirían Jorge Escobedo y Elías Romero. En 1998, Luis Miguel Planelló sustituyó a Elías Romero, y tras grabar el álbum Morfología en 1999, Luis Miguel Planelló fue expulsado de la banda y reemplazado por Alberto Madrid, quien permaneció en la banda hasta 2005. Ese mismo año decidieron separarse, por diferencias en el reparto de derechos de autor y la notoria rivalidad entre los hermanos, lanzando un álbum recopilatorio de sus mejores canciones. En 2006 fallece Alberto Madrid en Madrid a causa de un accidente de motocicleta. 
El 1 de enero de 2010, a través de un comunicado oficial en la página oficial del grupo, se confirmó la vuelta de la banda, anunciando a Manu Reyes como nuevo integrante, remplazando en la batería a Alberto Madrid. Junto a su regreso se publicó el álbum "De Aquí A la Eternidad". Su álbum más reciente, "Vulcano", fue lanzado en 2016. 
Hasta la fecha, la banda ha editado siete discos de estudio. Alcanzaron el éxito al editar Paradÿsso, con el que vendieron más de 100.000 copias y fueron reconocidos con un disco de oro y Disco de platino.[cita requerida] Posteriormente editaron Reddo, que llegó a vender más de 50.000 copias.[cita requerida]

## Historia

### Comienzos y primeros álbumes
Sôber es una banda madrileña formada en 1994. La banda se forma cuando Carlos Escobedo deja un anuncio en una tienda de instrumentos musicales, ArdeMadrid. Antonio Bernardini responde al anuncio y empiezan «Sober Stoned». El grupo empezó formado por Antonio Bernardini guitarra y Carlos bajo y voz y Elías Romero batería,y a los pocos meses se unió Jorge Escobedo guitarra. Desde entonces la banda ha tenido unos cambios a la batería hasta llegar a la formación actual.
Comenzaron cantando en inglés y en 1994 grabaron su primera maqueta titulada Mirror’s Way, que incluía 5 canciones. Poco después, la banda firma su primer contrato discográfico. La compañía obliga a la banda a cambiar las letras del inglés al castellano, dado que el inglés no era el idioma en el que mejor querían expresar sus letras. En 1995 registran bajo el nombre de «Torcidos» su primer disco de estudio. Debido a una supuesta estafa de la compañía el grupo se va con el disco en el bolsillo. No es hasta los principios de 1997 que editan su primer disco oficial Torcidos, bajo su propio sello, «Sober Records», debido a que ninguna compañía los quiso contratar.

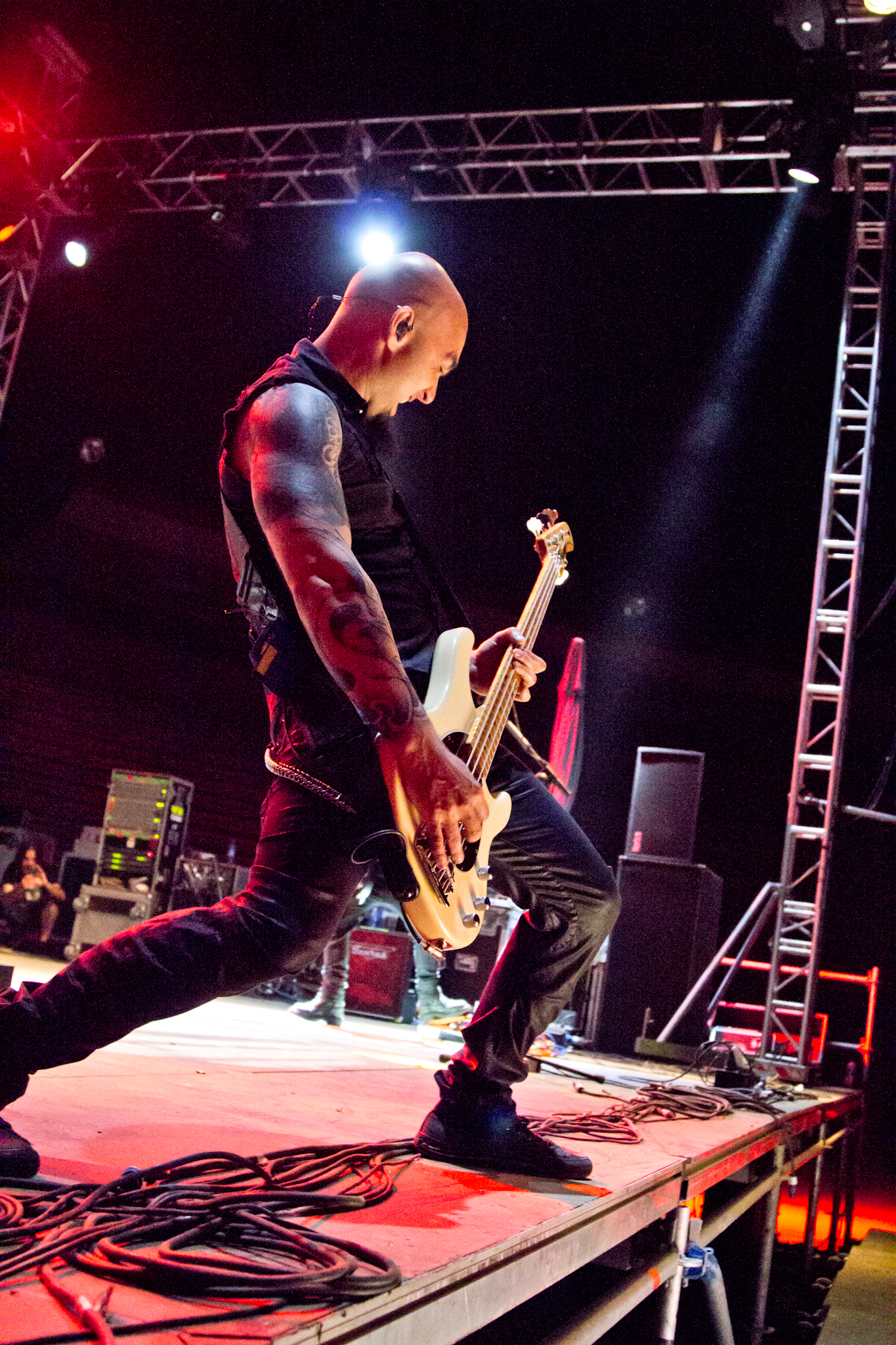
Carlos Escobedo en el Asaco Metal Fest 2013.

Pensaban en grabar temas nuevos y uno de ellos, «La prisión del placer», se publicó en un recopilatorio de la revista Heavy Rock. Lo que provoca que el grupo reciba un montón de llamadas y cartas, logrando subirles tanto la moral que deciden finalmente entrar de nuevo al estudio. La grabación que se realizó en los estudios Rocksoul, corrió a cargo del propio grupo y de Alberto Seara que les ayudó en los controles. Comenzaron a mover los tres temas grabados por las discográficas, llegando a manos de Zero Records quien decidió fichar al grupo en 1998. Acortan el nombre a Sôber y es cuando Luis Miguel Planelló sustituye a Elías Romero a la batería. A finales de septiembre editaron un EP titulado Condenado. En 1999 empiezan a girar por todos los rincones del país. Ese mismo año lanzan su segundo álbum, titulado Morfología que incluía temas como «Abstinencia», «Loco», «Predicador» o el clásico «La prisión del placer». Después de la grabación, Alberto Madrid sustituye a Luis Miguel Planelló a la batería. Morfología llegó a ser disco de oro en el 2012.
Ya con el nuevo batería, en el año 2000 el grupo lanza el EP Oxígeno (Ô₂), como anticipo del nuevo disco que sale a la calle en 2001, llamado Synthesis también producido por Oscar Clavel y grabado en los estudios Kirios y Eurosonic. El álbum continúa la línea de Morfología pero empezaban a sonar más maduros, y más personales,[cita requerida] en canciones como «Versus (Vs.)», «Si me marcho» o «Vacío». Llegan a vender más de 30 000 copias, y abandonan Zero Records para fichar con Muxxic (Gran Vía Musical).

### Llegada al éxito Paradÿsso y Reddo
Sôber se empieza a convertir en un grupo de renombre, empieza a tocar con grupos como Deftones, Dover, Hamlet, HIM, etc. Se convierte en el grupo revelación tras su actuación en Festimad. En el 2002, una intensa gira y la idea de crecerse cada vez más fue el detonante para realizar su 4º trabajo de estudio, Paradÿsso, mezclado en Los Ángeles y graban allí mismo el vídeo de «Diez Años», la canción que impulsa a Paradysso y se convierte rápidamente en número uno de las listas de música del país.[cita requerida] 
Esta vez fue grabada para la discográfica Universal Muxxic en los estudios Cube por Alberto Seara y fue producido en su totalidad por Sôber, desarrollando así todas las ideas personales. Paradÿsso ha sido el álbum con más éxito de Sôber y llegó a ser disco de platino, haciendo también una exitosa gira con más de 150 conciertos en 2 años. 
Después de sacar a la venta el Backstage 02/03, en el que incluían canciones del concierto en Salamanca en el 2003, el grupo grabó su 5º disco de estudio, Reddo, que significa «reflejo» en latín. De nuevo fue grabado y producido por ellos mismos en sus estudios Cube de Madrid para Universal Muxxic, aunque posteriormente fue mezclado en Los Ángeles con Scott Humphrey, que ha trabajado con artistas y grupos tan importantes como Bon Jovi o Metallica, entre muchos otros. Se pone a la venta en el mes de febrero de 2004. Se sitúa directamente en el n.º 2 de ventas con el sencillo "La nube", cuyo video fue grabado en Berlín y es disco de oro en las primeras semanas, galardón que les entregó Alaska en un concierto privado en la mítica sala El Sol. 

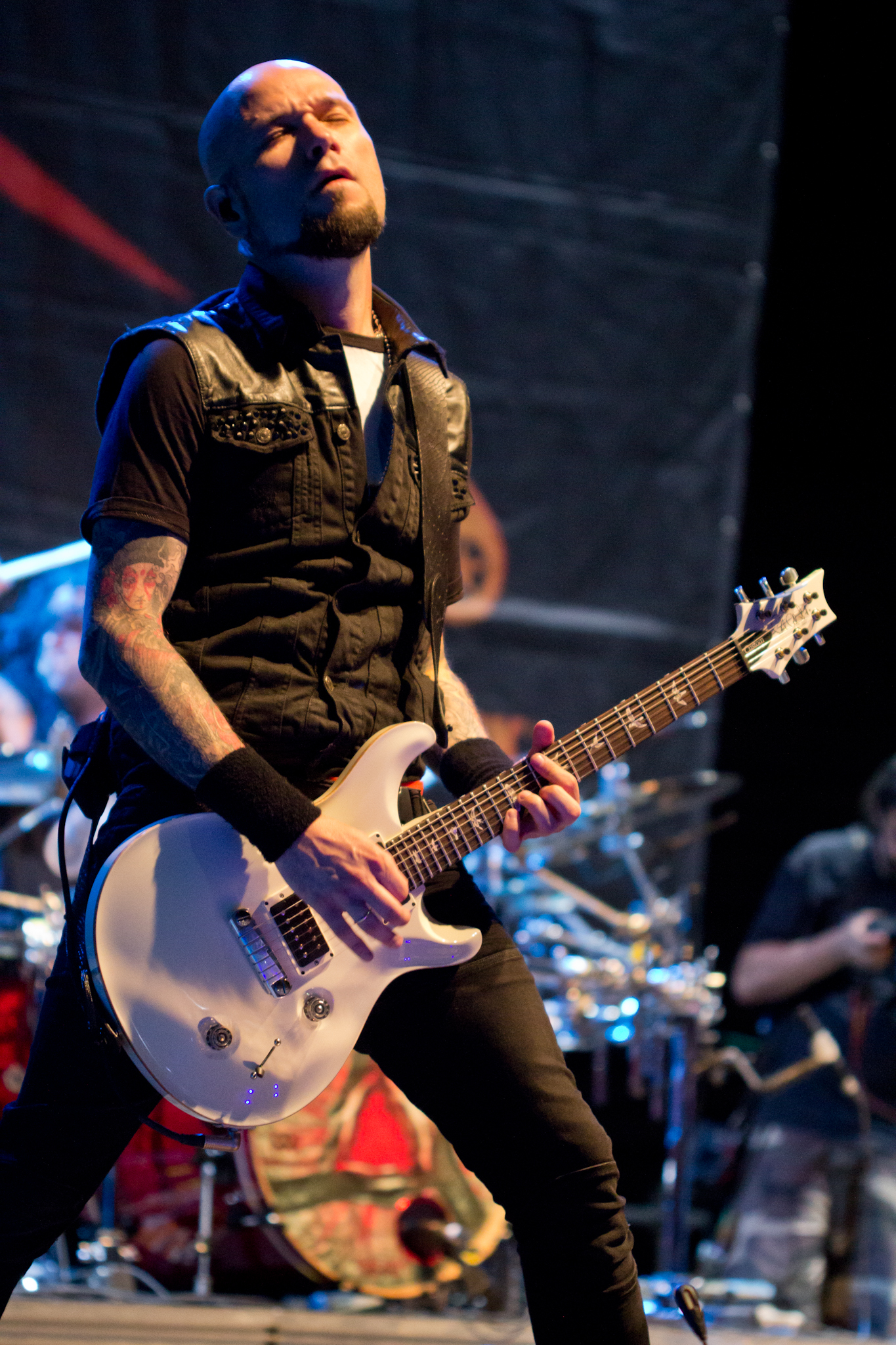
Antonio Bernardini en 2013.

### Separación y muerte de Alberto Madrid
Después de más de 10 años juntos, los miembros del grupo decidieron separarse por un tiempo y tomar caminos separados pero paralelos, con dos nuevos grupos Savia, (proyecto de Carlos Escobedo y con la colaboración de Alberto Madrid) y Skizoo (formado por los dos guitarristas de Sôber, Antonio Bernandini y Jorge Escobedo), pero como resumen de su carrera, el 31 de octubre de 2005 publicaron su primer recopilatorio titulado Grandes Éxitos 1994-2004. Sôber se despide provisionalmente de sus fanes publicando este recopilatorio con sus canciones más destacadas, elegidas por los propios miembros de la banda.
El 30 de noviembre de 2006 Alberto Madrid fallece en un accidente automovilístico en la carretera M-40 de Madrid.

### Regreso en el 2010 y actualidad
Después de casi seis años en proyectos paralelos, el 1 de enero de 2010, se hizo oficial su vuelta a los escenarios mediante un comunicado en su página web oficial, confirmando como nuevo batería a Manu Reyes, hijo de Manuel Reyes, batería de Medina Azahara. En el comunicado también confirman una gira por España, México, Venezuela, Costa Rica, Argentina, y Chile.
A finales de abril publican el primer tema de lo que es la nueva etapa de Sôber. El tema se llama «Sombras» y fue el primer sencillo del nuevo recopilatorio que sacaron el 25 de mayo, llamado De aquí a la eternidad. Al final del recopilatorio incluyen también un tema nuevo e instrumental, compuesto por Antonio, Jorge y Manu en memoria de Alberto Madrid, titulado «Ocaso».
Tocaron junto a Motörhead y a Metallica en el festival Rock In Rio 2010 de Madrid, el 14 de junio.

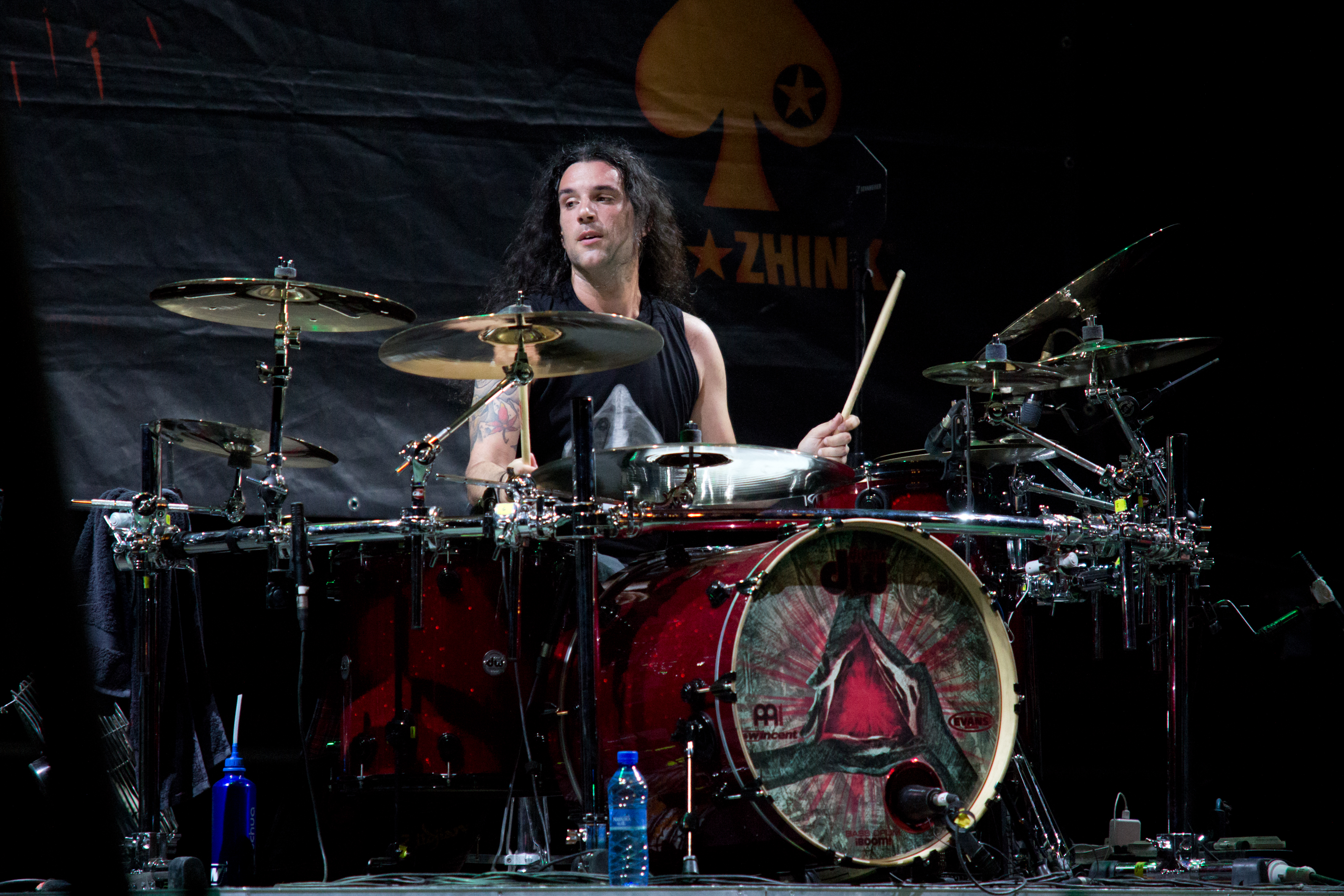
Manu Reyes a la batería en 2013.

El 1 de julio de 2010, el grupo anuncia que entrará al estudio de grabación en el mes de diciembre para el que será su sexto álbum de estudio que estuvo disponible a mediados de 2011. El 15 de julio el grupo participa junto a bandas como Faith No More o Rammstein en el festival “Sonisphere” en Getafe (Madrid). El 15 y 16 de noviembre de 2010, abrieron el concierto de Mago de Oz en la Ciudad de México, en el Auditorio Nacional, como parte de su gira por Hispanoamérica «¡Agaiate Que Vienen Curvas!».
Sôber versionó el tema "Entre dos tierras" para Hechizo, el disco homenaje a Héroes del Silencio y Bunbury, junto a artistas como Andrés Calamaro, Aterciopelados, Zoe, Phil Manzanera, Pereza, Bebe, Macaco, Jaime Urrutia, Danza Invisible, Ariel Rot, Ivan Ferreiro, Raphael o Loquillo. Hechizo salió a la venta el 16 de noviembre de 2010.
En marzo de 2011 se anunció Superbia, el próximo disco de estudio de la banda, publicado el 3 de mayo por Last Tour Records. También iniciaron gira, que comenzó el 13 de mayo en Murcia y pasaró después por Granada, Madrid, Baracaldo, Valladolid, Valencia, Barcelona y los festivales "Sonisphere" y "Envivo".
En febrero de 2014 lanzaron su nuevo trabajo de estudio: Letargo, el cual tuvo una gira de presentación a través de toda la geografía española.
En 2016 sale a la luz el álbum Vulcano y dos años más tarde publican La sinfonia del Paradÿsso, el cual se trata de una reinterpretación de su cuarto disco pero esta vez con el acompañamiento de una orquesta sinfónica.
Tres años después, en 2021, anuncian la salida del disco Elegía. 
En 2022, su vocalista, Carlos Escobedo, afirmó que al finalizar la actual gira se centrarán en preparar lo que será su gira 30 aniversario, tocar en los festivales que no contaron con ellos por agenda y presentar Elegía en México.

## Miembros

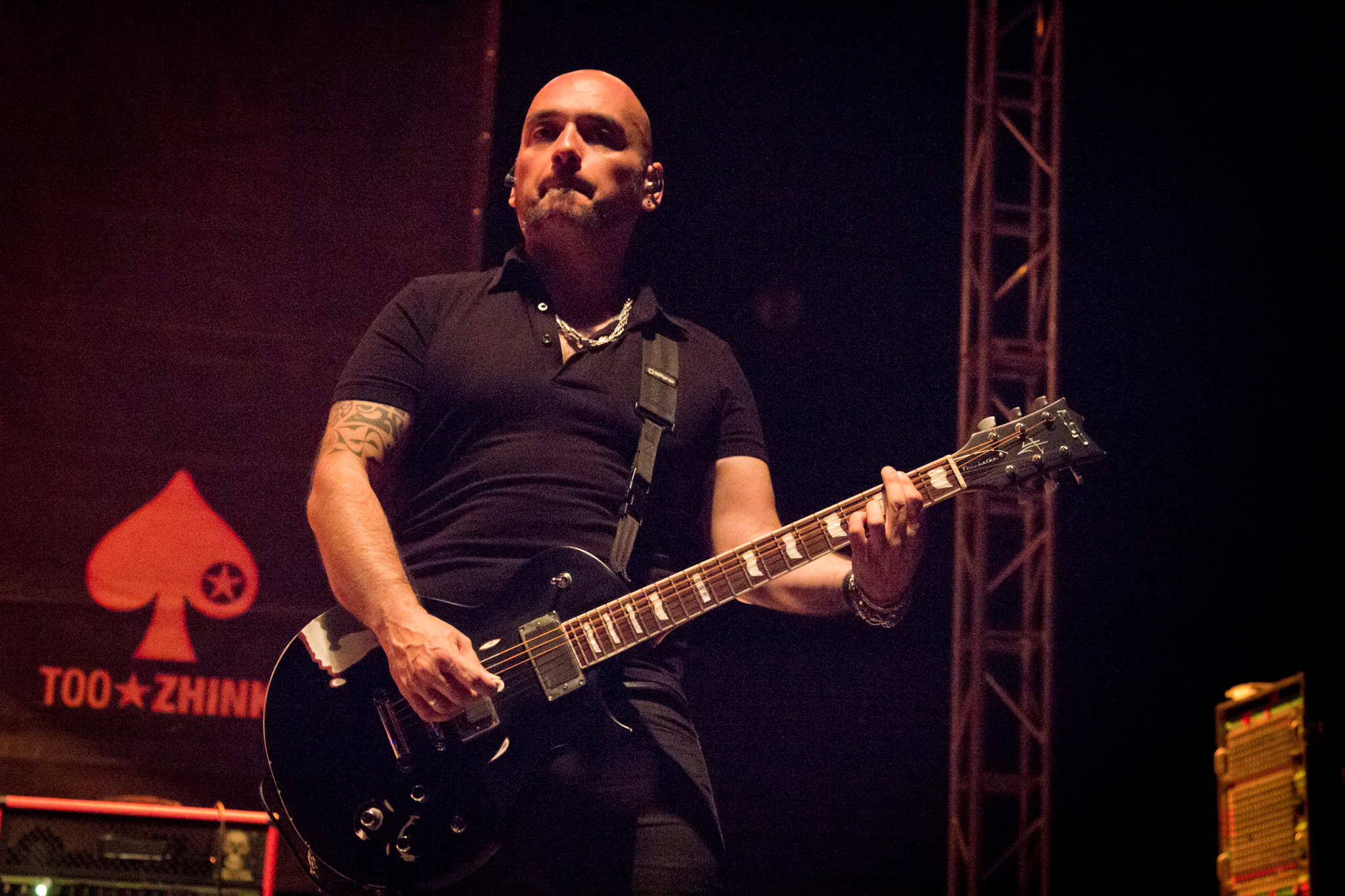
Jorge Escobedo en 2013.

- Carlos Escobedo - Voz / Bajo
- Jorge Escobedo - Guitarra
- Antonio Bernardini - Guitarra
- Manu Reyes - Batería

### Anteriores
- Elías Romero -Batería (1994-1998)
- Luis Miguel Planelló - Batería (1998-1999)
- Alberto Madrid † - Batería (1999-2005)

## Discografía

### Álbumes
| Año  | Álbum                                              | Discográfica                        |
| ---- | -------------------------------------------------- | ----------------------------------- |
| 1996 | Torcidos                                           | Sober Records                       |
| 1998 | Morfología                                         | Zero Records                        |
| 2001 | Synthesis                                          | Zero Records                        |
| 2002 | Paradÿsso                                          | Muxxic (Gran Vía Musical)           |
| 2003 | Backstage 02/03                                    | Muxxic (Gran Vía Musical)           |
| 2004 | Reddo                                              | Muxxic (Gran Vía Musical)           |
| 2005 | Grandes Éxitos 1994-2004                           | Universal Music Spain               |
| 2010 | De aquí a la eternidad                             | Universal Music Spain               |
| 2011 | Superbia                                           | Sony Music España/Last Tour Records |
| 2014 | Letargo                                            | Warner Music Spain                  |
| 2014 | 20 aniversario                                     | Warner Music Spain                  |
| 2016 | Vulcano                                            | Warner Music Spain                  |
| 2018 | La sinfonía del Paradÿsso                          | El Dromedario Records               |
| 2020 | La sinfonía del Paradÿsso (Directo en Las Ventas)  | El Dromedario Records               |
| 2021 | E-L-E-G-Í-A                                        | El Dromedario Records               |
| 2023 | Paradÿsso (Reedición 20 Aniversario Remasterizado) | Universal Music Spain               |
| 2024 | Retorcidos (Regrabación de Torcidos)               | El Dromedario Records               |

### Singles / Videos
| Año  | Canción                                  | Álbum                  |
| ---- | ---------------------------------------- | ---------------------- |
| 1999 | Loco                                     | Morfología             |
| 2001 | Versus (Vs.)                             | Synthesis              |
| 2001 | Vacío                                    | Synthesis              |
| 2002 | Diez años                                | Paradÿsso              |
| 2002 | Eternidad                                | Paradÿsso              |
| 2003 | Arrepentido                              | Paradÿsso              |
| 2003 | Paradÿsso                                | Paradÿsso              |
| 2004 | La nube                                  | Reddo                  |
| 2004 | Cientos de preguntas                     | Reddo                  |
| 2004 | El hombre de hielo                       | Reddo                  |
| 2010 | Sombras                                  | De aquí a la eternidad |
| 2011 | Tic-Tac                                  | Superbia               |
| 2011 | Náufrago                                 | Superbia               |
| 2012 | La araña                                 | Superbia               |
| 2013 | Una vida por exprimir                    | Sencillo promocional   |
| 2014 | Blancanieve                              | Letargo                |
| 2014 | Encadenado                               | Letargo                |
| 2016 | Coge la vida (con Carlos Tarque y Leiva) | Single promocional     |
| 2016 | Vulcano                                  | Vulcano                |
| 2021 | Mi heroína                               | Elegía                 |
| 2021 | Verona                                   | Elegía                 |
| 2021 | Eclipse                                  | Elegía                 |
| 2021 | El día de la liberación                  | Elegía                 |
| 2022 | Máscara de hierro                        | Elegía                 |
| 2022 | La noche más larga                       | Elegía                 |
| 2022 | Nueve musas                              | Elegía                 |

## Participación en bandas sonoras
- Los temas «Versus (Vs.)» y «Esfera», del disco Synthesis, forman parte de la banda sonora de la película española School Killer (2001).
- El tema «Paradÿsso», perteneciente al disco homónimo, forma parte de la banda sonora de la película española Cosas de brujas (2003) Apareciendo también en uno de los capítulos finales de la última temporada de Los Hombres de Paco, en Antena 3.
- El tema «Cientos de preguntas», del disco Reddo, forma parte de la banda sonora del juego FIFA 2005.
- El tema Una vida por exprimir fue compuesto como banda sonora del libro de Jaime Barroso Un kebab, varias granjas, algunos canguros y una vida por exprimir.